# Regno di Iha
Il Regno di Iha era un regno islamico situato nell'isola di Saparua, nelle Molucche. Nel periodo coloniale olandese esistevano due famosi regni nell'isola di Saparua, Iha e Honimoa (Siri Sori Islam). Entrambi erano imperi islamici piuttosto influenti, conosciuti come sapanolua ("due barche"), in quanto l'isola di Saparua ha due grandi penisole su cui i due regnanti controllavano un vasto territorio. Mentre la penisola sudorientale era controllata dal re di Honimoa con il suo regno (Regno di Honimoa/Siri Sori), la penisola settentrionale era il potere regionale del Regno di Iha. Il Regno di Iha fu coinvolto in una serie di lotte contro la colonizzazione olandese delle Molucche che in seguito portarono alla guerra di Iha (1632-1651), che provocò la perdita di alcuni territori del regno e dei suoi cittadini, tanto che il regno subì un progressivo deterioramento.